# Spoorlijn Trondheim - Storlien
De spoorlijn Trondheim - Storlien ook wel (Noors: Meråkerbanen) genoemd is een spoorlijn tussen de Noorse stad Trondheim en de Zweedse grensplaats Storlien.

## Geschiedenis
Het traject werd door de Norges Statsbaner op 17 oktober 1881 geopend. Het traject tussen Kopperå en Storlien werd tussen november 2013 en 2 maart 2015 onderbroken wegens herstelwerkzaamheden aan de spoorbaan. De lijn was tot 2021 niet geëlektrificeerd. In dat jaar werd begonnen met de elektrificatie die volgens planning in 2024 gereed moet zijn. Dan zouden er doorgaande treinen van Trondheim naar Stockholm kunnen gaan rijden.

## Treindiensten

### SJ Nord
De treindienst op dit traject wordt verzorgd door de Noorse dochter van het Zweedse staatsspoorbedrijf SJ Nord:
- RB 71: Heimdal - Trondheim S - Storlien - Östersund C [3]

## Aansluitingen
In de volgende plaatsen was of is er een aansluiting van de volgende spoorwegmaatschappijen:

### Trondheim

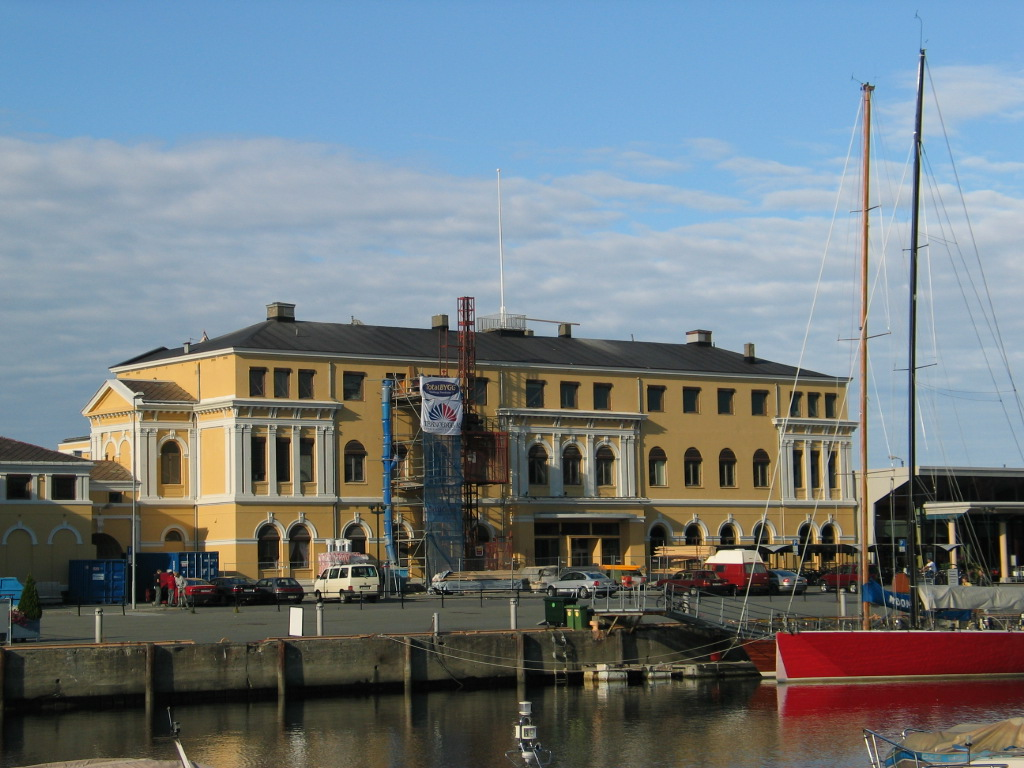
station Trondheim

- Dovrebanen, spoorlijn tussen Oslo en Trondheim
- Nordlandsbanen, spoorlijn tussen Bodø en Trondheim
- Stavnebanen, spoorlijn in Trondheim tussen station Marienborg en station Leangen
- AS Gråkallbanen, regiotram in Trondheim

### Hell
- Nordlandsbanen, spoorlijn tussen Bodø en Trondheim

### Storlien
- Mittbanan, spoorlijn tussen Storlien en Sundsvall